# Star 66
Star 66 — среднетоннажный грузовой автомобиль повышенной проходимости производства завода грузовых автомобилей «FSC Star» в городе Стараховице (ПНР).
Выпускался серийно с 1958 по 1965 год. Активно поставлялся в страны социалистического лагеря в том числе и в СССР. Использовался как для военных нужд, так и в народном хозяйстве.

## История
Автомобиль Star 66 впервые был представлен в 1953 году, однако его серийное производство началось в 1958 году. Двухосная модель получила индекс Star 44, а трёхосная — Star 66.
После испытаний в 1954 году от производства автомобиля Star 44 отказались. Благодаря Министерству национальной обороны Польши, в январе 1956 года было принято решение начать производить автомобиль Star 66.
Производство завершилось в 1965 году.